# Ralph Milliard
Ralph Gregory Milliard (Willemstad, 30 december 1973) is een voormalig Nederlandse honkballer en huidig honkbalcoach.

## Profiel
Sinds zijn vierde jaar honkbalde Milliard. Eerst in zijn geboorteland Curaçao en sinds zijn elfde toen hij met zijn ouders naar Nederland kwam in clubverband daar. Tot zijn veertiende speelde hij bij de Knickerbockers in Soest en op die leeftijd kwam hij ook in de nationale jeugdselectie Honkbal, de Cadetten. Hij maakte de overstap naar HCAW, een club die hij lang trouw zou blijven. Bij deze club ontwikkelde hij zich tot een talentvolle en belangrijke korte stop. Uiteindelijk maakte hij in 1992 de stap naar het professionele honkbal in de Verenigde Staten, nadat hij een contract had getekend bij de Florida Marlins. Milliard heeft vervolgens bijna tien jaar als profhonkballer in Amerika gespeeld waarvan hij drie seizoenen op het hoogste niveau, de Major League zou spelen bij de Marlins en de New York Mets.

## Amerika
Milliard speelde in het Amerikaanse profhonkbal verder ook nog voor de Florida Marlins, de New York Mets en de Cincinnati Reds. Bij de Marlins werd hij tijdens de World Series van 1996 naar de hoofdmacht gehaald. Op 12 mei maakte hij in dat jaar zijn debuut op het hoogste niveau in Amerika. Hiermee was hij de tweede speler uit Curaçao, die in de Major League speelde en de elfde Nederlander in totaal die dit haalde. In totaal kwam Milliard als tweede honkman in twee jaar tijd in 32 wedstrijden uit voor de Florida Marlins en behaalde met dit team als eerste Nederlander ooit de winst in de World Series. Voor de Mets speelde Milliard in 1998 als tweede honkman en korte stop eveneens nog tien wedstrijden in de Major League.
In de herfst 2001 verhuisde Milliard van de San Diego Padres naar de Cleveland Indians. Bij deze club kon hij geen basisplaats bij de hoofdmacht verdienen, waarna hij in 2002 besloot om terug naar Nederland te keren. In Nederland voegde hij zich weer bij de selectie van HCAW.

## Nederlands team
Voor Nederland maakte hij tijdens de Olympische Spelen in Sydney in 2000 deel uit van het Nederlandse team. Ook in het seizoen 2002 kwam hij uit voor Oranje. In de periode van begin juni 2003 tot eind maart 2004 heeft Ralph Milliard zich niet beschikbaar gesteld voor het Nederlands honkbalteam. Hierdoor miste Milliard onder meer het Europees kampioenschap in Nederland en het wereldkampioenschap op Cuba.
Tijdens de Haarlemse honkbalweek in 2004 kwam Ralph Milliard elke wedstrijd als tweede honkman in actie. Na afloop van de Honkbalweek kreeg hij van de organisatie de prijs voor Outstanding Defensive Player. Milliard maakte tien spelers uit en assisteerde bij negentien nullen. De tweede honkman van Nederland ging hierbij geen enkele keer in de fout. Na afloop van de Olympische Spelen in Athene was Milliard bovendien de beste tweede honkman van het toernooi. In totaal kwam hij in 75 interlands uit voor Nederland. Zijn laatste wedstrijd voor Oranje speelde Milliard op 22 augustus 2004 tijdens de Olympische Spelen in Athene tegen Chinese Taipei. Begin 2005 gaf Milliard te kennen niet meer beschikbaar voor Oranje te zijn.

## Coaching
Milliard kwam tot het eind van het seizoen 2008 uit in de Nederlandse hoofdklasse voor het eerste team van HCAW. In 2009 werd hij coach van het rookie herenteam (het voormalig tweede team), het opleidingsteam voor de hoofdmacht wat hij twee seizoenen zou doen. Tevens draagt hij daar al jarenlang zijn kennis over in de winter aan de jeugd tijdens de honkbalschool die dan georganiseerd wordt door de vereniging voor jeugdspelers uit geheel Nederland. In het seizoen 2011 verliet hij echter HCAW en werd Milliard de opvolger van Marcel Joost als een van de coaches van de hoofdmacht van Corendon Kinheim. In 2012 werden hij en de hoofdcoach door het bestuur van Kinheim ontslagen in verband met tegenvallende prestaties aan het eind van het seizoen hoewel het team vlak daarna het landskampioenschap behaalde. In 2014 werd hij hoofdcoach van de Twins uit Oosterhout.. In het seizoen 2015 was hij de hoofdcoach van HCAW. In 2016 en 2017 was hij hoofdcoach van het eerste juniorenteam van deze vereniging.
Sharnol Adriana · 
Johnny Balentina · 
Patrick Beljaards · 
Ken Brauckmiller · 
Rob Cordemans · 
Jeffrey Cranston · 
Michaël Crouwel · 
Radhames Dijkhoff · 
Robert Eenhoorn · 
Rikkert Faneyte · 
Evert-Jan 't Hoen · 
Chairon Isenia · 
Percy Isenia · 
Eelco Jansen · 
Ferenc Jongejan · 
Dirk van 't Klooster · 
Patrick de Lange · 
Raily Legito · 
Jurriaan Lobbezoo · 
Remy Maduro · 
Hensley Meulens · 
Ralph Milliard · 
Erik Remmerswaal · 
Orlando Stewart
Sharnol Adriana · 
Wladimir Balentien · 
Johnny Balentina · 
Patrick Beljaards · 
Maikel Benner · 
Yurendell de Caster · 
Ivanon Coffie · 
Rob Cordemans · 
Robin van Doornspeek · 
Dave Draijer · 
Evert-Jan 't Hoen · 
Chairon Isenia · 
Eelco Jansen · 
Sidney de Jong · 
Ferenc Jongejan · 
Eugene Kingsale · 
Dirk van 't Klooster · 
Patrick de Lange · 
Raily Legito · 
Calvin Maduro · 
Diego Markwell · 
Ralph Milliard · 
Harvey Monte · 
Alexander Smit